# 1998 UA23
1998 UA23 är en asteroid i huvudbältet som upptäcktes den 30 oktober 1998 av den kroatiska astronomen Korado Korlević vid Višnjan-observatoriet.
Asteroiden har en diameter på ungefär 3 kilometer och den tillhör asteroidgruppen Nysa.